# Барраяр
«Барраяр» (англ. Barrayar) — науково-фантастичний роман Лоїс Макмастер Буджолд, вперше опублікований у чотирьох частинах у журналі  «Analog Science Fiction and Fact» у липні–жовтні 1991 року і у вигляді книги видавництвом  «Baen Books» в жовтні 1991 року. Роман отримав премію Г'юго і премію Локус за найкращий науково-фантастичний роман 1992 р. «Барраяр» є частиною Саги про Форкосіганів;  це сьомий повноформатний роман серії за датою публікації, але прямий сиквел до першого роману «Уламки честі» (1986 р.) за внутрішньою хронологією.

## Сюжет
Корделія і Арал Форкосігани чекають свого первістка. Коли хитрий старий імператор Барраяра Езар Форбарра вмирає, Арал неохоче бере на себе посаду регента для малолітнього онука Езара, Грегора. Змова з метою вбити Корделію і Арала отруйним газом не вдасться, але протиотрута, хоча і ефективна, є потужним тератогеном, що створює серйозну загрозу для розвитку скелету їх майбутнього сина. У відчайдушній спробі врятувати плід, Корделія переносить його до маткового реплікатора — штучну матку — щоб піддати його експериментальному лікуванню, яке може частково вилікувати пошкодження кісток, інакше ненароджена дитина помре. Але серед барраярців слабкості і фізичні недоліки культурно не сприймаються; дітей з вродженими дефектами зазвичай піддають евтаназії. Батько Арала, граф Петро Форкосіган, прагне знищити плід, але не мати перспективу переходу ім'я і титулу Форкосіганів до «деформованого мутанта». Розлючена Корделія тримає його на відстані.
Коли граф Відал Фордаріан здійснює спробу державного перевороту, п'ятирічного Імператора Грегора рятує його вірний начальник охорони, капітан Негрі, і возз'єднує його з Форкосіганами. Корделія, Грегор і охоронець Ботарі ховаються в пагорбах серед сільського населення, а Арал і його батько організовують опір.
Після того, як Корделія приєднується до Арала, вони дізнаються, що реплікатор з їх дитиною, яку вони назвали Майлз, був захоплений заколотниками. Без належного технічного обслуговування плід загине протягом шести днів, але Арал відмовляється від спроби його врятувати, коли є більш нагальні проблеми. Однак Корделія залучає Ботарі, її особистого охоронця Друшнакові і одного з офіцерів Арала, Куделку, щоб допомогти їй повернути реплікатор і, можливо, врятувати матір Грегора, принцесу Карін. Проникнувши до палацу, групу Корделії захоплюють. Вони долають своїх ворогів, але Карін вбита охоронцями Фордаріана. На прохання Корделії, Ботарі обезголовлює Фордаріана і вони тікають з реплікатором. Без лідера переворот розвалюється. Майлз народжується кволим та деформованим.
П'ять років потому, Майлз має крихкі кістки, але більш активний та задиристий, ніж звичайна дитина його віку. Він починає цікавитися конями Петра, що нарешті починає змінювати думку останнього про існування Майлза.

## Нагороди
«Барраяр» був номінований на премію Неб'юла за найкращий роман в 1991 році. Він виграв премію Г'юго і премію Локус за найкращий науково-фантастичний роман у 1992 році.